# Hagener Au
Die Hagener Au ist ein ca. 10 km langer Bach im Kreis Plön in Schleswig-Holstein. Sie ist ein Abfluss des Passader Sees. Von dessen südwestlichem Ausläufer fließt sie in nördlicher Richtung durch die Orte Probsteierhagen und Lutterbek und mündet zwischen Laboe und Stein in die Ostsee.
Streckenweise ist die Hagener Au sehr naturnah und von Feuchtwiesen umgeben. Außerdem kommt der seltene Steinbeißer in dem Bach vor. Der Bachlauf ist nahe der Mündung begradigt und auf den letzten 50 Metern unterhalb der Kreisstraße 30 verrohrt. Zusammen mit dem Passader See bildet die Hagener Au ein geschütztes Fauna-Flora-Habitat-Gebiet.
In der Hagener Au leben viele Fischarten. Diverse Weißfische wie Rotaugen, Rotfedern, Brassen sind hier zahlreich anzutreffen. Auch Raubfische wie der Hecht, Barsche, Aale und die Aalquappe sind hier heimisch. Einzelne Forellen und Karpfen sind ebenfalls anzutreffen. Sie sind vermutlich aus der Fischzuchtanlage Kasseteich geflüchtet, die über die Hagener Au entwässert.
Ein selten zu findender Fisch ist der Stichling, welcher hier heimisch ist.
Seltene Vogelarten wie der Eisvogel brüten an den Ufern der Hagener Au.